# Station Moi
Station Moi is een spoorwegstation in het dorp Moi in de gemeente Lund in het zuiden van Noorwegen. Het station, aan Sørlandsbanen, werd geopend in 1943. 